# روبرت لي ديفيس
روبرت لي ديفيس (بالإنجليزية: Robert Lee Davis)‏ هو سياسي أمريكي، ولد في 29 أكتوبر 1893 في فيلادلفيا في الولايات المتحدة، وتوفي في 5 مايو 1967 في تيمونيوم في الولايات المتحدة. حزبياً، نشط في الحزب الجمهوري. وقد انتخب عضو مجلس النواب الأمريكي.